# 兩廣總督

两广总督辖地（1911年）

兩廣總督（穆麟德轉寫：guwangdung guwangsi uheri kadalara amban），始设于明朝时期，總管兩廣（即後世廣東，包括今海南省，和廣西兩省）的軍民政務，至清朝成为九位最高級的封疆大臣之一，清朝正式官銜為總督兩廣等處地方提督軍務、糧饟兼巡撫事。

## 沿革

### 明朝
- 景泰三年（1452年），于谦奏请设立两广总督，以王翱为首任总督总管军务，无固定任所[1]。
- 成化元年（1465年），韩雍被任命为左都御史兼提督两广军务，驻梧州府[2]。
- 成化五年（1469年），在梧州设两广总督府，以韩雍为总督，此后两广总督一职成为定制。
- 嘉靖十五年（1536年），两广总督钱如京在肇庆府设行台[3]。
- 嘉靖四十三年（1564年），两广总督吴桂芳奏请将总督府迁于肇庆府。

### 清朝
- 順治元年（1644年），置廣東總督，當時總督駐廣州府，兼轄廣西。
- 順治十二年（1655年），總督府遷回梧州府。
- 康熙二年（1663年），別置廣西總督，廣東總督遷駐廉州府。
- 康熙三年（1664年），撤銷廣西總督，廣西政務復歸廣東總督管轄，廣東總督遷駐肇慶府。
- 雍正元年（1723年），重設廣西總督，不久再次裁撤。
- 雍正七年（1729年），為統一西南軍事指揮權，鎮壓苗族起事，廣西政務暫歸雲貴總督兼轄。
- 雍正十二年（1734年），廣西政務仍隸廣東總督管轄，更號兩廣總督。
- 乾隆十一年（1746年），兩廣總督遷駐廣州府。
- 光緒三十一年（1905年），兩廣總督兼任廣東巡撫。

## 歷任總督
日期為由農曆換算後的格里曆日期

### 明朝
| 序次 | 姓名   | 籍贯/旗籍      | 任职时间              | 卸职时间            | 卸職原因/备注 |
| 明朝 |        |                |                       |                     | |
| 01   | 王翱   | 北直隸鹽山     | 景泰三年 1452年       | 景泰四年 1453年     | 升吏部尚書 |
| 02   | 韩雍   | 南直隸長洲     | 成化元年五月 1465年   |                     | 下屬及同僚攻訐致仕                                                                                                 |
| 03   | 秦紘   | 山東單縣       | 弘治二年 1489年       |                     | 進右都御史，總督兩廣軍務，後因劾總兵官安遠侯柳景貪污，連坐入獄，被罷免。                                           |
| 04   | 鄧廷瓚 | 湖廣巴陵       | 弘治八年 1495年       | 弘治十年 1497年     | 提督兩廣軍務，並擔任巡撫。後升左都御史。                                                                           |
| 05   | 潘蕃   | 浙江崇德       | 弘治十四年五月 1501年 |                     | 進右都御史，總督兩廣。後論功升左都御史。                                                                           |
| 07   | 熊繡   | 湖廣道州       | 正德元年 1506年       |                     | 兼任右副都御史，總督兩廣軍務兼巡撫。後掌管南京都察院事。                                                           |
| 08   | 陳金   | 湖廣應城       | 正德二年 1507年       |                     | 後掌都察院事 |
| 09   | 周南   | 浙江縉雲       | 正德九年 1514年       | 正德十年 1515年     | 辭官歸鄉 |
| 10   | 陳金   | 湖廣應城       | 正德十年 1515年       | 正德十四年 1519年   | 再次担任兩廣總督                                                                                                   |
| 11   | 張嵿   | 浙江蕭山       | 嘉靖元年 1522年       |                     | 以右都御史總督兩廣軍務。後召為南京都察院都御史、工部尚書。                                                         |
| 12   | 姚鏌   | 浙江慈谿       | 嘉靖四年 1525年       |                     | 兼任右都御史，提督兩廣軍務兼巡撫。後因得罪霍韜、方獻夫、張璁、桂萼，遭落職閒住。                                   |
| 13   | 王守仁 | 浙江餘姚       | 嘉靖六年 1527年       | 嘉靖七年 1528年     | 两广事变，都御史姚镆无力解决，嘉靖赐姚镆致仕，任命王守仁以原职南京兵部尚书兼都察院左都御史总督两广及江西、湖广军务 |
| 14   | 張經   | 福建侯官       | 嘉靖十年 1531年       |                     | 以兵部右侍郎、右副都御史兼任                                                                                       |
| 15   | 陶諧   | 浙江會稽       |                       |                     | 兼任兵部右侍郎，總督兩廣軍務。後母喪丁憂去職。                                                                     |
| 16   | 鮑象賢 | 南直隸歙縣     |                       |                     | 任兵部右侍郎，總督兩廣軍務。後被彈劾回鄉。                                                                         |
| 17   | 張岳   | 福建惠安       | 嘉靖二十三年 1531年   | 嘉靖二十四年        | 遷右副都御史，兼兩廣巡撫，總督兩廣軍務。後升兵部右侍郎。                                                           |
| 18   | 張臬   | 江西進賢       | 嘉靖四十年 1561年     | 嘉靖四十二年 1563年 | 以兵部右侍郎兼任，勒令致仕                                                                                         |
| 19   | 吴桂芳 | 江西新建       | 嘉靖四十二年 1563年   | 嘉靖四十五年 1566年 | 以兵部右侍郎兼任                                                                                                   |
| 20   | 谭纶   | 江西宜黃       | 隆庆元年 1567年       | 隆庆二年 1568年     | |
| 21   | 张瀚   | 浙江仁和       | 隆庆二年 1568年       | 隆庆三年 1569年     | 以兵部左侍郎、右都御史兼任                                                                                         |
| 22   | 刘焘   | 北直隸天津左衛 | 隆庆三年 1569年       | 隆庆四年 1570年     | 以兵部左侍郎、右都御史兼任                                                                                         |
| 23   | 李迁   | 江西新建       | 隆庆四年 1570年       | 隆庆五年 1571年     | 以兵部右侍郎、右佥都御史兼任                                                                                       |
| 24   | 殷正茂 | 南直隸歙縣     | 隆庆五年 1571年       | 万历三年 1575年     | 以南京兵部尚书兼任                                                                                                 |
| 25   | 凌云翼 | 南直隸太倉州   | 万历三年 1575年       | 万历六年 1578年     | 以兵部左侍郎、右佥都御史兼任                                                                                       |
| 26   | 刘尧诲 | 湖廣臨武       | 万历七年 1579年       | 万历九年 1581年     | 以兵部右侍郎、右佥都御史兼任                                                                                       |
| 27   | 陈瑞   | 福建長樂       | 万历十年 1582年       | 万历十一年 1583年   | 以兵部尚书、右都御史兼任                                                                                           |
| 28   | 郭应聘 | 福建莆田       | 万历十一年 1583年     | 万历十二年 1584年   | 兵部尚书兼任 |
| 29   | 吴文华 | 福建連江       | 万历十二年 1584年     | 万历十五年 1587年   | 以兵部右侍郎、右都御史兼任                                                                                         |
| 30   | 吴善   | 福建龍溪       | 万历十五年 1587年     | 万历十六年 1588年   | 以兵部右侍郎兼任                                                                                                   |
| 31   | 刘继文 | 南直隸靈璧     | 万历十六年 1588年     | 万历十九年 1591年   | 以兵部右侍郎兼任                                                                                                   |
| 32   | 萧彦   | 南直隸涇縣     | 万历十九年 1591年     | 万历二十年 1592年   | 以右副都御史兼任                                                                                                   |
| 33   | 陈蕖   | 湖廣應城       | 万历二十一年 1593年   | 万历二十二年 1594年 | 以户部右侍郎兼任                                                                                                   |
| 34   | 陈大科 | 南直隸通州     | 万历二十三年 1595年   | 万历二十六年 1598年 | 以兵部右侍郎兼任                                                                                                   |
| 35   | 戴燿   | 福建長泰       | 万历二十六年 1598年   | 万历三十七年 1609年 | 以兵部尚书、右副都御史兼任                                                                                         |
| 36   | 张鸣冈 | 江西萬安       | 万历三十八年 1610年   | 万历四十二年 1614年 | 以兵部右待郎、右佥都御史兼任                                                                                       |
| 37   | 周嘉谟 | 湖廣漢川       | 万历四十三年 1615年   | 万历四十五年 1617年 | 以云南巡抚兼任 |
| 38   | 許弘綱 | 浙江東陽       | 万历四十六年 1618年   | 万历四十八年 1620年 | 以兵部右侍郎、右都御史兼任                                                                                         |
| 39   | 陈邦瞻 | 江西高安       | 万历四十八年 1620年   | 天启元年 1621年     | 以兵部右侍郎兼任                                                                                                   |
| 40   | 胡应台 | 湖廣瀏陽       | 天启元年 1621年       | 天启四年 1624年     | 以兵部右侍郎、右佥都御史兼任                                                                                       |
| 41   | 何士晋 | 南直隸宜興     | 天启四年 1624年       | 天启五年 1625年     | 以兵部右侍郎、右佥都御史兼任                                                                                       |
| 42   | 商周祚 | 浙江會稽       | 天启五年 1625年       | 天启六年 1626年     | 以兵部右侍郎、右佥都御史兼任                                                                                       |
| 43   | 李逢节 | 南直隸長洲     | 天启七年 1627年       | 崇祯元年 1628年     | 以兵部右侍郎、右佥都御史兼任                                                                                       |
| 44   | 王尊德 | 南直隸泗州     | 崇祯元年 1628年       | 崇祯四年 1631年     | 以兵部右侍郎兼任，卒於任內。                                                                                       |
| 45   | 王业浩 | 浙江餘姚       | 崇祯四年 1631年       | 崇祯五年 1632年     | 以兵部右侍郎、右佥都御史兼任，後升兵部左侍郎、兵部尚書。                                                           |
| 46   | 熊文灿 | 貴州永寧衛     | 崇祯五年 1632年       | 崇祯十年 1637年     | 以兵部右侍郎、右佥都御史兼任                                                                                       |
| 47   | 张镜心 | 河南磁州       | 崇祯十年 1637年       | 崇祯十四年 1641年   | 以兵部右侍郎兼任                                                                                                   |
| 48   | 沈犹龙 | 南直隸華亭     | 崇祯十四年 1641年     | 崇祯十七年 1644年   | 以兵部右侍郎兼任                                                                                                   |
| 南明 |        |                |                       |                     | |
| 49   | 丁魁楚 | 河南永城       | 崇祯十七年 1644年     | 崇祯十七年 1644年   | 以兵部右侍郎兼任                                                                                                   |
| 50   | 王化澄 | 江西金谿       | 隆武二年 1646年       | 隆武二年 1646年     | 以广东巡抚兼任 |
| 51   | 朱治𢢀 | 浙江嘉興       | 隆武二年十一月 1646年 | 永历元年 1647年     | 以兵部右侍郎兼任                                                                                                   |
| 52   | 李成棟 | 陝西寧夏衛     | 永历二年 1648年       | 永历三年三月 1649年 | |
| 53   | 李棲鵬 | 陝西涼州衛     | 永历三年三月 1649年   | 永历三年六月 1649年 | 任浙江都司 |
| 54   | 閻可義 | 不詳           | 永历三年七月 1649年   | 永历三年七月 1649年 | 病死於任內 |
| 55   | 李建捷 | 不詳           | 永历三年八月 1649年   | 永历三年八月 1649年 | 又名李五老 |
| 56   | 羅成耀 | 浙江仁和       | 永历三年八月 1649年   | 永历三年八月 1649年 | |
| 57   | 杜永和 | 河南通許       | 永历三年九月 1649年   | 永历四年 1650年     | 设行署于广州府。最後清軍尚可喜、耿繼茂等攻入廣州。                                                                 |
| 58   | 連城璧 | 江西金谿       | 永历四年 1650年       | 永历十三年 1659年   | 设行署于文村。 |

### 清朝

#### 廣東總督（兼轄廣西，順治元年至18年）
- 總督空位（1644年 - 1647年6月15日）。

1. 佟養甲（1647年6月15日 - 1651年）
  - 總督空位（1651年 - 1653年7月12日）
2. 李率泰（1653年7月12日 - 1656年3月16日）
3. 王國光（1656年3月16日 - 1658年7月10日）
4. 李棲鳳（1658年7月10日 - 1661年11月2日）

#### 廣東總督（專轄廣東，順治18年至康熙4年）
1. 李棲鳳（1661年11月2日 - 1665年4月2日）
2. 盧興祖（1665年4月2日 - 1665年7月4日）

同時的廣西總督
1. 時躍（1661年 - 1663年）
2. 屈盡美（1663年 - 1665年）

#### 两廣總督（康熙4年至雍正元年）
1. 盧興祖（1665年7月4日 - 1667年12月30日）
2. 周有德（1668年1月30日 - 1670年2月6日）
3. 金光祖（1670年3月6日 - 1682年2月1日）
4. 吳興祚（1682年2月1日 - 1689年8月8日）
5. 石琳（1689年8月19日 - 1702年12月17日）
6. 郭世隆（1702年12月17日 - 1707年1月23日）
7. 趙弘燦（1707年1月30日 - 1716年11月19日）
8. 楊琳（1716年11月25日 - 1723年9月9日）

#### 廣東總督（雍正元年至2年）
1. 楊琳（1723年9月9日 - 1724年4月26日）

同時的廣西總督
1. 孔毓珣（1723年 - 1724年）

#### 两廣總督（雍正2年至6年）
1. 孔毓珣（1724年4月26日- 1728年11月11日）

#### 廣東總督（雍正6年至12年）
廣西歸屬雲廣總督
1. 孔毓珣（1728年11月11日 - 1729年3月29日）
2. 郝玉麟（1729年3月29日 - 1732年3月21日）
  - 張溥（署任，1731年10月14日 - 1732年2月25日）
3. 鄂彌達（1732年3月21日 - 1735年1月5日）
  - （代理：1732年3月21日 - 10月17日）

#### 兩廣總督（雍正12年至光緒31年）

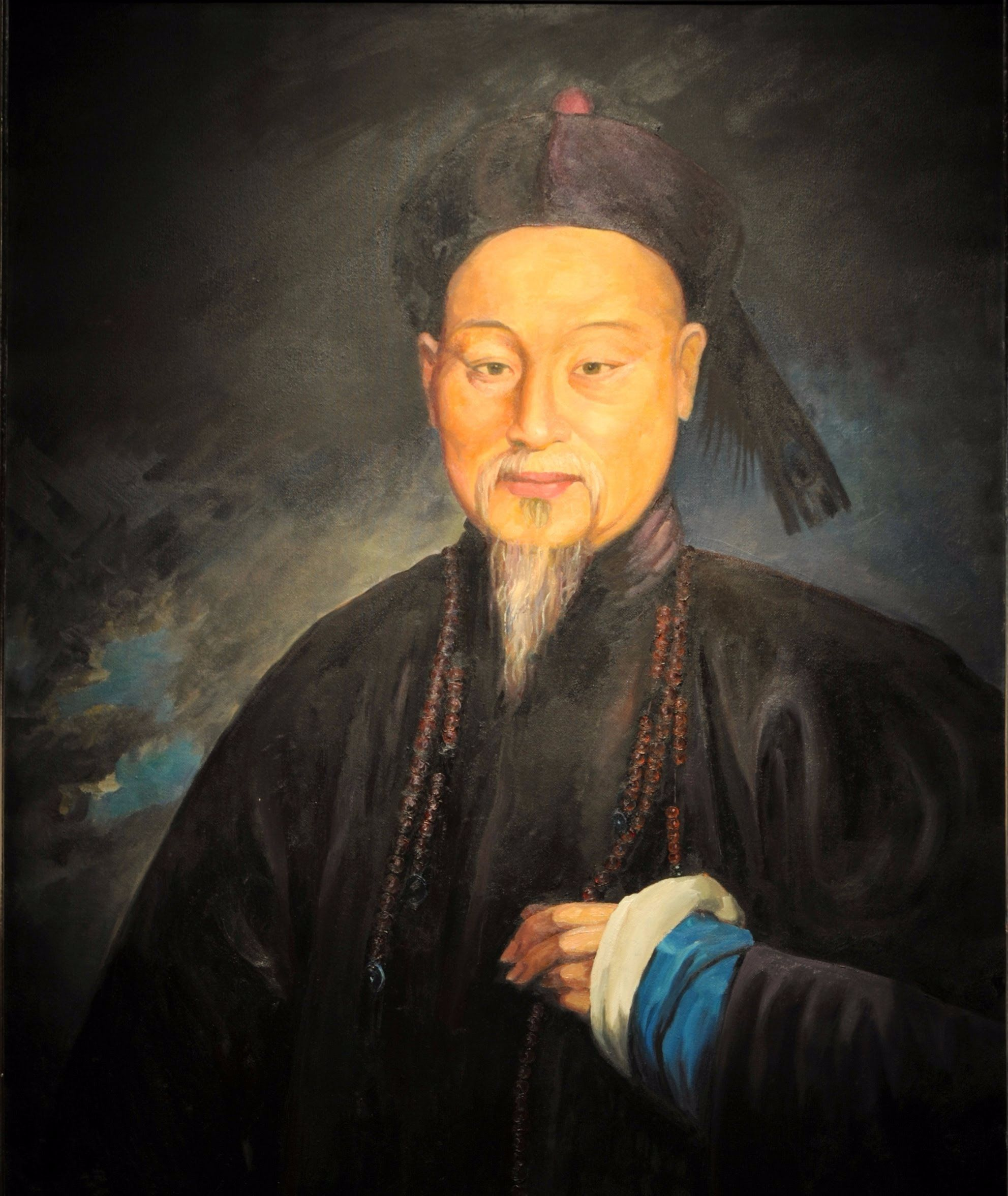
林則徐

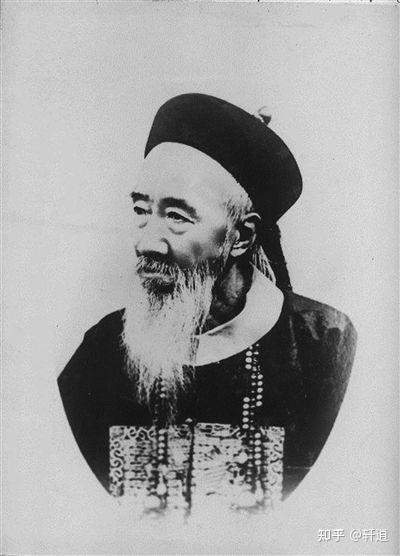
張之洞

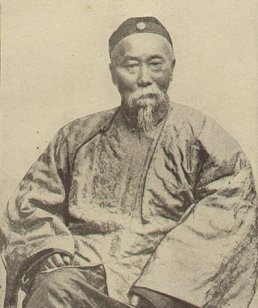
李鴻章

1. 鄂彌達（1735年1月5日 - 1738年8月30日）
2. 馬爾泰（1738年8月30日 - 1744年8月10日）
  - 慶復（署任，1741年5月28日 - 1743年1月28日）
  - 策楞（署任，1743年1月28日 - 7月17日）
3. 那蘇圖（1744年8月10日 - 1745年5月14日）
4. 策楞（二次，1745年5月14日 - 1748年10月28日）
5. 尹繼善（1748年10月28日 - 11月24日）
6. 碩色（1748年11月24日 - 1750年2月9日）
7. 陳大受（1750年2月9日 - 1751年11月14日）
8. 阿里袞（1751年11月14日 - 1753年2月24日）
  - 班第（代理，1753年2月24日 - 10月16日）
9. 策楞（三次，1753年10月16日 - 1754年5月3日）
10. 楊應琚（1754年5月3日 - 1757年8月31日）
11. 鶴年（1757年8月31日 - 1758年1月14日）
  - 李侍堯署任
12. 陳弘謀（1758年1月14日 - 1758年5月27日）
  - 托恩多（署任，1758年11月－1759年3月）
13. 李侍堯（一次，1758年5月27日 - 1761年5月27日）
14. 蘇昌（1761年5月27日 - 1764年7月22日）
  - 托恩多（署任，1761年4月10日－1761年7月26日）
15. 李侍堯（二次，1764年7月22日 - 1777年2月25日）
  - 楊廷璋（署任，1765年7月22日 - 1767年4月24日）
16. 楊景素（1777年2月25日 - 1778年3月19日）
17. 桂林（1778年3月19日 - 1780年1月11日）
18. 巴延三（1780年1月11日 - 1784年2月20日）
19. 舒常（1784年2月20日 - 1785年2月26日）
  - 孫士毅（代理，1785年2月26日 - 9月1日）
20. 富勒渾（1785年9月1日 - 1786年5月23日）
21. 孫士毅（二次，1786年5月23日 - 1789年2月19日）
22. 福康安（1789年2月19日 - 1793年9月14日）
23. 長麟（一次，1793年9月14日 - 1796年7月5日）
24. 朱珪（1796年7月5日 - 9月29日）
25. 吉慶（1796年9月29日 - 1802年12月17日）
26. 長麟（二次，1802年12月17日 - 1803年1月26日）
  - 由瑚圖禮署任
27. 倭什布（1803年1月26日 - 1805年1月30日）
28. 那彥成（1805年1月30日 - 12月12日）
29. 吳熊光（1805年12月12日 - 1809年1月6日）
30. 永保（1809年1月6日 - 2月20日）
31. 百齡（1809年2月20日 - 1811年2月16日）
32. 松筠（1811年2月16日 - 11月5日）
33. 蔣攸銛（1811年11月5日 - 1817年10月22日）
34. 阮元（1817年10月22日 - 1826年6月22日）
35. 李鴻賓（1826年6月22日 - 1832年9月14日）
36. 盧坤（1832年9月14日 - 1835年10月15日）
37. 鄧廷楨（1835年10月15日 - 1840年1月21日）
38. 林則徐（1840年1月21日 - 10月3日）
  - 怡良（署任，1840年9月28日 - 12月4日）
39. 琦善（1840年12月4日 - 1841年2月26日）
40. 祁𡎴（1841年2月26日 - 1844年3月19日）
41. 耆英（1844年3月19日 - 1848年7月4日）
  - 徐廣縉（署任，1848年2月3日 - 1848年7月4日）
42. 徐廣縉（正式，1848年7月4日 - 1852年9月7日）
43. 葉名琛（1852年9月7日 - 1858年1月26日）
44. 黃宗漢（1858年1月26日 - 1859年5月4日）
45. 王慶雲（1859年5月4日 - 10月7日）
  - 柏貴（署任，1859年5月4日 - 5月21日）
  - 勞崇光（署任，1859年5月21日 - 10月7日）
46. 勞崇光（正式，1859年10月7日 - 1862年10月17日）
47. 劉長佑（從沒到任，1862年10月17日 - 1863年2月14日）
  - 晏端書（署任，1863年2月14日 - 7月6日）
48. 毛鴻賓（1863年7月6日 - 1865年3月7日）
  - 吳棠（代理，1865年3月7日 - 3月13日）
49. 瑞麟（1865年3月13日 - 1874年10月17日）
  - （代理：1865年3月13日 - 1866年9月25日）
50. 英翰（1874年10月17日 - 1875年9月2日）
  - 張兆棟（署任，1874年10月17日 - 1875年3月31日）
51. 劉坤一（1875年9月2日 - 1879年12月27日）
  - 裕寬（一次署任，1878年12月18日 - 1879年12月27日）
52. 張樹聲（一次，1879年12月27日 - 1882年4月19日）
  - 裕寬（二次署任，1879年12月27日 - 1880年5月20日）
  - 裕寬（三次代理，1882年4月19日 - 5月6日）
53. 曾國荃（1882年5月6日 - 1883年7月13日）
54. 張樹聲（二次，1883年7月13日 - 1884年5月22日）
55. 張之洞（1884年5月22日 - 1885年8月8日）
56. 李瀚章（1885年8月8日 - 1895年4月13日）
57. 譚鍾麟（1895年4月16日 - 1899年12月19日）
  - 1898年8月30日至11月1日正式官銜為兩廣總督兼廣東巡撫
  - 德壽（代李鴻章，1899年12月19日 - 1900年5月24日）
58. 李鴻章（1900年5月24日 - 7月9日）
  - 德壽（二次代理，1900年7月9日 - 9月16日）
59. 鹿傳霖（1900年9月16日 - 26日）
60. 陶模（1900年9月26日 - 1902年7月2日）
  - 德壽（三次代理，1902年7月3日 - 1903年4月18日）
61. 岑春煊（1903年4月18日 - 1905年7月23日）

#### 兩廣總督兼廣東巡撫（光緒31年至宣統3年、宣統九年）
1. 岑春煊（一次，1905年7月23日 - 1906年9月11日）
2. 周馥（1906年9月11日 - 1907年5月28日）
3. 岑春煊（二次，1907年5月28日 - 8月12日）
4. 張人駿（1907年8月12日 - 1909年6月28日）
  - 袁樹勛（代理，1909年6月28日 - 1910年10月29日）
  - 增祺（廣州將軍代張鳴岐兼署，1910年10月29日 - 1911年4月14日）
5. 張鳴岐（1911年4月14日 - 11月8日）
6. 李準（1911年11月26日）未到任[4]

- 陸榮廷（1917年张勋复辟时任命）

## 总督府
- 乾隆十一年（1746年）以后，兩廣總督駐扎廣州。总督府设在新城。咸豐七年（1857年）英法联军占领广州以后，总督府被改建为石室圣心教堂。